# Филип Володкович
Филип Володкович (в миру — Фелициан Филип Володкович; пол. Felicjan Filip Wołodkowicz; 6 июня 1698 — 12 февраля 1778) —  униатский митрополит Киевский, Галицкий и всея Руси — предстоятель Униатской церкви (18 июля 1762 — 12 февраля 1778).

## Биография
Представитель шляхетского рода герба Радван. Сын стольника минского.
В молодости вступил в монашеский Базилианский орден. Служил архимандритом в Жидычине, Дубенском крестовоздвиженском и Дерманском монастырях.
В 1733 году стал епископом Холмским и Белзким. В 1753 — епископ-коадъютор (администратор) Киевско-Галицкого митрополита Флориана Гребницкого и его преемник в 1762 году.
В 1756—1758 годах — администратор, а в 1758—1778 — епископ Владимирско-Берестейской епархии.
18 июля 1762 избран митрополитом Киевским, Галицким и всея Руси (13-м со времени принятия Брестской унии). Польский король и великий князь литовский Станислав Август Понятовский попытался обвинить Филипа Володковича в злоупотреблениях, однако Ватикан принял решение о его невиновности. Несмотря на это, травля митрополита со стороны польских властей продолжалась до конца его жизни.
Во второй половине XVIII века возникла идея созвать новый провинциальный Синод Русской униатской Церкви, посвящённый специально и исключительно вопросу упорядочения обрядности. О созыве Синода активно заботился митрополит Филип Володкович. Однако неблагоприятные обстоятельства того времени, и, в основном, сопротивление польского короля, помешали осуществлению этого замысла.
Во время его служения митрополитом Киевским, Галицким и всея Руси состоялся первый раздел Речи Посполитой (1772).